# Јеховини сведоци
Јеховини сведоци су хришћанска верска заједница са преко 8,6 милиона чланова широм света. У већини земаља имају статус правног лица. Верују да своје учење темеље искључиво на Светом писму односно Библији, и познати су по својој проповедничкој делатности.
Сваке године обележавају Спомен-свечаност, спомен на Христову смрт, и два пута недељно одржавају састанке у Дворанама краљевства, како се називају њихове богомоље чији назив указује на главну тему Христовог проповедања, добру вест о Божјем краљевству. Издају полумесечне и месечне часописе Стражарска кула1 и Пробудите се!, као и друге библијске публикације на око 700 језика. Свако издање Стражарске куле штампа се у више од 42 милиона примерака, што је чини најтиражнијим часописом на свету. Издали су и превод Библије, превод Нови свет на преко 185 језика. Добитници су бројних признања широм света за допринос друштвеној заједници.
Централно веровање Јеховиних сведока је да се Бог, који је у изворним библијским списима откривен са именом Јехова, може упознати кроз изворну науку Светог писма, стварство, и деловање светог духа у сопственом животу, да му се може приближити кроз исказивање вере у Исуса Христа и слеђење његовог примера хришћанског живота, чиме се, уједно, и „сведочи” о Божјој узвишености. Верују да су две најважније заповести Светог писма љубав према Богу, као и љубав према ближњем које морају да се виде нечијим начином живота (Матеј 22: 37, 38). Такође верују да ће Бог, путем Божјег краљевства ускоро успоставити праведан и савршен свет у рајским условима и тиме оправдати своју сувереност која је према Библији доведена у питање у еденском врту. Праведници ће имати могућност да вечно живе, што је омогућено жртвом Божјег сина, Исуса Христа, за коју верују да је највећи чин Божје љубави (Јован 3:16). Одговори на најважнија питања о животу откривени су у Светом писму.

## Историјат Јеховиних сведока
Јеховини сведоци су у савремено доба почели да делују у 1870-им. У почетку су се звали „Истраживачи Библије” али су 1931. године усвојили име „Јеховини сведоци”. Директан библијски темељ за овакав назив је преузет из Исаије 43:10-12. Сматрају да, премда су на организован начин у савремено доба почели да проповедају крајем 19. века, њихова вера и проповедање нису ништа ново, већ представљају обнову изворног хришћанства и да су они који су верно сведочили о Богу постојали и током векова који су уследили након смрти последњег апостола, премда су били изоловани појединци и нису на организован начин то чинили.
Јехова је изворно библијско име монотеистичког Бога (в. Излазак 6:3; Псалам 83:18 и сл.). Име Јеховини сведоци представља оне који верују у Јехову, и који живе по Јеховиним начелима изложеним у Библији. Значење свог имена везују за темељ из Светог писма где Бог оне који се труде да живе по његовим мерилима назива својим сведоцима (Исаија 43:10, Јеврејима 12:1, Откривење 3:14 и сл.). Јеховини сведоци верују да Библија показује да су они који обожавају Бога Библије још пре 2700 година названи његовим сведоцима. Јеховини сведоци сматрају да их тај назив издваја као групу хришћана који објављују истину о Јехови, Створитељу свега (Откривење 4:11). Они сведоче другима својим начином живота и тако што разговарају с њима о поруци Светог писма (Исаија 43:10-12; 1. Петрова 2:12).
Пред крај 19. века, Истраживачи Библије почели су систематски да проучавају Свето писмо. Они су упоређивали доктрине које су заступале цркве са оним што Свето писмо заиста научава. Оно што су сазнали почели су да објављују у књигама, новинама и часопису који се сада зове Стражарска кула — гласник Јеховиног краљевства.У тој групи био је и Чарлс Тејз Расел чије су проповеди објављиване у преко 2000 новина с почетка 20. века. Премда је Расел предводио у библијском образовном делу у то време и био први издавач Стражарске куле, он није био оснивач неке нове религије. Циљ који су имали Расел и други Истраживачи Библије, како се тада та група називала, био је да објаве другима учења Исуса Христа и да живе попут хришћана у првом веку. Пошто је Исус Оснивач хришћанства, Јеховини сведоци на њега гледају као на свог оснивача и узора којег треба следити (Колошанима 1:18-20).
На подручју бивше Југославије, Јеховини сведоци су присутни већ деценијама. Први пут су били званично признати у Краљевини Југославији, 9. септембра 1930. Затим су у ФНР Југославији регистровани 1953. Њихово дугогодишње постојање било је у СР Србији потврђено 1977. Јеховини сведоци су 2010. уписани у Регистар цркава и верских заједница, у складу с новим Законом о црквама и верским заједницама. Тиме су у Србији још једном званично признати као верска заједница, што је случај и у свим суседним земљама.

## Организација, структура и активности
Јеховини сведоци верују да њихова организациона структура следи апостолски модел који је постојао у првом веку. Хришћани у првом веку били су организовани у хришћанске скупштине и одржавали су састанке на којима су славили Бога, проучавали свете списе и пружали подршку и охрабрење једни другима (уп. Јеврејима 10: 24,25 и сл.). Јеховини сведоци нису подељени на свештенике и лаике. Сви крштени чланови су проповедници и учествују у делу проповедања и поучавања. Сведоци су организовани у скупштине од приближно 100 чланова. У свакој скупштини, духовно зрели мушкарци служе као „старешине” (Титу 1:5). Старешине нису плаћени за оно што раде. Старешине пружају вођство скупштини на темељу Писма, организују пружање помоћи и охрабрења у време потребе, и пастирење у случају специфичних потреба са циљем јачања вере. Осим онога што раде за скупштину, већина старешина има запослење и породичне одговорности које изискују време и пажњу.
Међународно дело проповедања надгледа Водеће тело. Водеће тело је мала група хришћана која пружа смернице Јеховиним сведоцима широм света. Има два задатка: да надгледа припрему смерница на темељу Библије које се пружају путем публикација, састанака и школа Јеховиних сведока (Лука 12:42), и да брине о међународном делу Јеховиних сведока тако што организује службу проповедања. Водеће тело настоји да следи узор апостолâ и старешина из првог века, који су важне одлуке доносили у корист целе хришћанске скупштине (Дела апостолска 15:2, 6). Чланови Водећег тела, као ни Јеховини сведоци широм света, не сматрају их вођама организације. За своје одлуке они траже вођство у Библији, и верују да је Јехова Бог поставио Исуса Христа за Поглавара скупштине, и да се његов узор треба следити (1. Коринћанима 11:3; Ефешанима 5:23). Главно седиште Јеховиних сведока налази се у Ворвику, у држави Њујорк.
Дело проповедања Јеховиних сведока искључиво се финансира добровољним прилозима. На састанцима се не сакупљају прилози, нити се од чланова узима десетак (Матеј 10:7, 8). Уместо тога, на местима састајања налазе се кутије за прилоге како би они који желе да дају прилог могли то и учинити. Они који дају прилог остају непознати. Сведоци, такође, немају плаћено свештенство. Поред тога, нису плаћени за то што иду од куће до куће, а и места састајања су уредна, практична али скромна. Сваки прилог који се проследи подружницама Јеховиних сведока користи се за пружање помоћи жртвама природних катастрофа, покривање трошкова мисионара, градњу објеката за састајање у земљама у развоју и штампање и отпрему Библија и других хришћанских публикација. Јеховини сведоци верују да не треба да наплаћују проповедање библијске поруке, већ да се то треба драговољно и из срца чинити вођени начелом које је поставио Исус Христ у Матеју 10:8: „Бесплатно сте добили, бесплатно и дајте”.
По узору на прву хришћанску скупштину, сваки верник, било да служи у главном седишту, у подружници или у скупштини, учествује у делу проповедања и лично разговара са другима o библијској поруци и о Божјем краљевству. Верници на то гледају као израз љубави према ближњима кроз преношење спасоносне библијске поруке. Надаље, на то такође гледају као на израз љубави према Богу и као слеђење примера првих хришћана и заповести Исуса Христа који је своје ученике по двоје слао да проповедају библијски поруку. Иако никоме не намећу своја веровања, сматрају да други треба да имају право да сазнају изворну библијску поруку како би могли да направе информисани избор.
Јеховини сведоци сваке године одржавају и велике скупове или конгресе. У тим приликама многе скупштине се скупљају ради посебног програма библијске поуке. Постоје две врсте конгреса. Када се састаје једна покрајина, то јест око двадесет скупштини које су географски близу, то се зове покрајински састанак. То се одржава два пута годишње, обично у јесен и пролеће. Једном годишње одржава се регионални конгрес када се састају неколико покрајина. Сви догађаји су бесплатни, отворени за јавност и посећује их значајан број припадника других конфесија.

### Седмични састанци и Дворана краљевства
Хришћански састанци Јеховиних сведока се одржавају у породичној атмосфери два пута седмично и у потпуности су отворени за јавност. Улаз је бесплатан и нема сакупљања прилога. Поред Јеховиних сведока, састанке посећују и припадници других конфесија. Присуствовањем састанцима се не постаје Јеховин сведок. На састанцима се држи програм библијске поуке и библијски говори у оквиру којих се разматрају разне теме. Такође се разматрају практични библијски савети и теме за савремену породицу, хришћански живот, службу и слично. Хришћански састанци Јеховиних сведока су отворени за целу породицу и појединце. Сваки састанак почиње и завршава се песмом којом се хвали Бог и молитвом.
Богомоља за хришћанске састанке Јеховиних сведока се назива Дворана краљевства. Сам назив скреће пажњу на главну тему Исусовог проповедања, наиме добра вест о Божјем краљевству као јединој нади за човечанство и средство посвећења Божјег имена (уп. Лука 8:1, Лука 4:43, Ефешанима 6:15). Будући да је то главна тема и њиховог проповедања, богомоља носи тај назив. Дворане краљевства су обично једноставне грађевине.

## Учење и веровања
Јеховини сведоци верују у Свемоћног Бога Јехову, Бога Библије, Створитеља неба и Земље, оног који је на Земљу послао Исуса Христа да свој живот да за посвећење Божјег имена и откуп човечанства. Такође, верују у Исуса Христа као Сина Божјег и Спаситеља. Верују да свети дух, као Божја сила, има кључну улогу у остварењу Божје намере. Своја веровања темеље искључиво на Библији. Следе нека од веровања Јеховиних сведока.

### Библија
1. Јеховини сведоци на Библију, то јест Свето писмо, гледају као на поруку коју је Бог упутио људима (Јован 17:17;2. Тимотеју 3:16). Своја веровања темеље на свих њених 66 књига, како оних из „Старог завета”, тако и оних из „Новог завета”. Професор Џејсон Бедун је то запазио када је рекао да Јеховини сведоци заснивају „своја веровања и поступке на неизмењеном библијском тексту, без унапред формираних ставова о томе шта би у њему могло да пише”(в. Бедун, Truth in Translation, University Press of America. стр. 165). Премда прихватају целу Библију, то не значи да је буквално тумаче. Како се у неким деловима Светог писма користи се симболика, верују да те делове не треба дословно разумети (Откривење 1:1). За Сведоке је од велике важности да се оно што верују темељи на Библији. Верују да сва религиозна учења треба подвргнути испитивању кроз Свето писмо како би се видело да ли се слажу с надахнутим Писмом, било да та учења презентују они сами или неко други (2. Коринћанима 13:5).

### Бог
Јеховини сведоци верују да је Јехова једини истинити Бог и само њега поштују као таквог. Верују да је то Бог коме су служили Исус, Мојсије и Аврахам. Као Створитељ свега, он нема почетак и његовом постојању никад неће доћи крај (Псалам 90:2). Како Библија показује, верују да је он Дух, што значи да је виши животни облик од материјалних бића (Јован 1:18; 4:24). Верују да се Божје особине огледају у ономе што је створио и да цело стварство, од микро до макрокосмоса, сведочи о Божјој неизмерној љубави, мудрости и моћи. Такође верују да се још више о Божјој личности и особинама може сазнати из Светог писма.
Сведоци су уверења да се према Светом писму, Божја личност открива кроз многе поступке, изјаве, титуле али и кроз јединствено име Јехова (што је облик уобичајен на српском говорном подручју који су у свом књижевном опусу користили и писци попут Јована Дучића, Десанке Максимовић и други). Будући да се у изворним библијским текстовима Божје лично име уско везује за дубину и недокучиво богатство и лепоту Божје личности као и за извршење његове воље, а како се спомиње преко 7000 пута (више од било које титуле), сматрају неутемељеном праксу мењања изворног текста и замену тог имена титулом Господ која је присутна у неким преводима Светог писма услед теолошке предрасуде и догматике наручилаца тих превода. Сматрају да Свето писмо треба да обликује веровања, а не обрнуто да Свето писмо треба обликовати по веровањима. Такође верују да је пракса брисања Божјег имена из неких савремених превода у супротности са једним од темељних начела које је Исус Христ истакао у молитви познатој као Оченаш: „Оче наш који си на небесима, нека се свети име твоје” (Матеј 6:9,10).
Јеховини сведоци верују да је Бог дубоко заинтересован за добробит сваког појединца и да жели да свако изгради близак однос са њим. Међутим, верују и да је Бог човеку исказао част давши му дар слободне воље како би свако сам за себе одлучио да ли ће обожавати Бога или не. Стога сматрају да је једино љубав истински мотив за служење Богу који се претходно треба упознати. Било која присила, или какав други мотив био би погрешан јер то мора бити одлука сваког појединца. Верују да је могуће приближити се Богу кроз молитву и проучавање Светог писма. Такође верују да је највећа заповест Светог писма љубав према Богу која се очитује како нечијим речима, тако и понашањем и целокупним начином живота.

### Исус Христ
Сматрају да је Исус Христ Син Божји, први од Божјих створења, и да никада није тврдио да је једнак Богу Створитељу (Јован 14:28, Откривење 3:14). Верују да се Богу можемо приближити кроз слеђење примера Исуса Христа у нашем животу те да је он посредник између несавршеног човека и светог и узвишеног Бога.
Имао је предљудско постојање и пренесен је са неба у утробу девице Марије (Матеј 1:22-25). Сматрају да је он у Библији обећани Месија и да је положио свој савршени људски живот као жртву, чиме је омогућено спасење за вечни живот онима који показују веру (Јован 3:16). Пошто је савршено одражавао Божје особине, верују да се кроз Исуса још боље може упознати Бог.
Исус је био познат као „Учитељ” (Јован 1:38; 13:13). Најважније од свега чему је поучавао друге била је „добра вест о краљевству”. То је вест о Божјем краљевству које ће владати над целом земљом и омогућити да послушни људи заувек срећно живе (Матеј 4:23). Све што је Исус говорио другима научио је од свог Оца. Зато је рекао: „Оно што научавам није моје, него потиче од онога који ме је послао” (Јован 7:16). Знао је да његов Отац жели да људи чују добру вест о краљевству. Исус је волео људе и бринуо је о њима. Био је приступачан и благ. Чак су и деца била слободна пред њим (Марко 10:13-16). Исус је био непристран. Мрзео је корупцију и неправду (Матеј 21:12, 13). Поштовао је жене и уважавао је њихово достојанство, иако их у то време већина мушкараца није нимало поштовала (Јован 4:9, 27). Исус је био и понизан. Једном приликом је опрао ноге апостолима, што су обично радиле слуге.
Сведоци верују да је Исус најбољи пример послушности Богу. Шта год да је доживео од својих непријатеља, остао је веран свом небеском Оцу. Када га је Сатана искушавао, он му се одлучно супротставио (Матеј 4:1-11). Једно време, неки Исусови рођаци нису веровали у њега и чак су говорили да је сишао с ума (Марко 3:21). Али Исус није дозволио да они утичу на њега, већ је и даље чинио оно што је Бог желео. Упркос увредама и злостављању, остао је веран Богу и није хтео да се освети својим противницима (1. Петрова 2:21-23).
Исус је остао веран чак и када се суочио са окрутном смрћу. (Прочитати Филипљанима 2:8.) Трећег дана након његове смрти, небески Отац га је ускрснуо као духовно биће (1. Петрова 3:18). Неколико седмица касније, Исус се вратио на небо. Тамо је „сео Богу с десне стране” и чекао да прими краљевску власт (Јеврејима 10:12, 13). Даље сматрају да је Исус Христ краљ Божјег краљевства.

### Божје краљевство
Јеховини сведоци верују да је Божје краљевство једина нада за човечанство, да је то стварна владавина која ће ускоро уништити садашњи зли систем ствари, укључујући све људске владавине и да ће затим успоставити нови систем у коме ће владати праведност и рајски услови (Откривење 21:3,4) Ово ће се догодити у Божјем рату, Армагедону (Откривење 16:14-16; 19:19).
Не верују да се Божје краљевство налази у људима, већ да је дословно (Лука 17:21).
С обзиром на то да Јеховини сведоци треба да показују љубав према својим ближњима, људима проповедају добру вест о Божјем краљевству. Служба проповедања је саставни део њиховог вероисповедања и такође библијска заповест (Марко 13:10)
Верују да ће се Божје краљевство успоставити на Земљи скорим доласком Христовог хиљадугодишњег краљевства који ће бити невидљив. Интересантно је запазити да се изворно грчка реч у Библији која указује на Христов други долазак, парусија, дословно преводи са „невидљива присутност” на шта указује библијски контекст.

### Небески живот
Верују да ће 144.000 духом помазаних хришћана бити са Христом у небеском краљевству и владати с њим као краљеви (Откривење 7:4). Не верују да је небо награда за сваког доброг човека (Откривење 14:3). За велику већину праведних и кротких људи, верују да ће живети на Земљи, у здравој средини и друштву, тј. рајским условима какви су били на почетку људске историје (Псалам 37:10,11; Псалам 72: 7, 16; Јован 3:16; Псалам 46:9; Исаија 2:4, 32:18, 65: 21-25, Откривење 21: 3,4 и сл.)

### Земља
Верују да ће се испунити Божји првобитни наум са Земљом, да ће Земља бити у потпуности настањена праведним и кротким људима и да ће се они радовати вечном животу у људској савршености и здравој животној средини (Псалам 37:29) како је то била првобитна Божја намера са Адамом и Евом. Верују да ће мртви васкрснути и добити могућност да уживају у тим благословима (Матеј 22:31,32).
За разлику од креациониста, не верују да је Земља створена за шест дословних дана, јер изворно хебрејски израз за „дан” у Библији може значити 1.000 година, дуг временски период, или неодређен период. Одбацују дарвинистичку теорију о еволуцији, али не оспоравају микроеволуцију.

### Смрт
Јеховини сведоци верују да мртви нису свесни ничега, да не осећају ни бол ни задовољство у неком духовном подручју (Проповедник 9:5). Мртви постоје само у Божјем сећању и надају се њиховом васкрсењу које ће се одиграти након успостављања Божјег краљевства на Земљи (Јован 5:28, 29; Дела апостолска 24:15; Откривење 20:4-6)

### Последњи дани
Јеховини сведоци сматрају да су 1914. године на Земљи почели последњи дани, што је библијски израз за завршну фазу постојања људског поретка власти над Земљом који је обележен порастом ратова, криминала, природним катастрофама али и глобалним падом моралних вредности, како је проречено у Библији (2. Тимотеју 3:1-5). Љубитељи праведности ће преживети предстојеће уништење таквог система и ући у очишћену Земљу. Не верују у то да ће сама Земља бити уништена, већ систем владања над Земљом (Проповедник 1:4; Матеј 24: 3). Да су последњи дани почели 1914. објашњавају библијском хронологијом и пророчанствима из Старог завета. Наиме, те године су се завршила „седам времена” (2520 година) која су започета 607. п. н. е. (Данило 4:16, Бројеви 14:34; Откривење 11:2,3) а која су указивала на поновно успостављање Божје власти кроз Божје краљевство, првенствено у духовном подручју а, након Армагедона, и на Земљи. Верују да на то указују како испуњења библијских пророчанстава о последњим данима (Матеј 24: 3 — 14; 2. Тимотеју 3: 1-5) тако и интензитет и обим догађаја на светској сцени од те године.

### Одвојеност од света
За Јеховине сведоке је важно да „не буду део света”, како је Исус рекао и за своје следбенике (Јован 15:19). Сматрају да треба да показују љубав према свим својим ближњима без предрасуда према раси, нацији или вери, али и да то начело одвојености укључује да се не мешају у политику и не учествују у ратовима било ког народа и зато одбијају активну војну службу (уз то, додатни разлози су поштовање људског живота и библијске заповести „не уби” и сл.), али поштују власти јер сматрају да су привремене и постављене од Бога (Матеј 26:52; Римљанима 13:1). Поштују законе све док нису у нескладу са Божјим заповестима. Историчари и истраживачи потврђују истоветан став првих хришћана према начелу „одвојености од света” (уп. Хекл&Сигма, On the Road to Civilisation; Бандоу, Beyond Good Intentions; Гибон, Опадање и пропаст Римског царства; Барнс, The Rise of Christianity; Неандер, The History of Christian Religion and Church in First Three Centuries, и др.).
Сматрају да морају да се брину за материјалне потребе својих породица, али да треба да се клоне похлепне тежње за материјалним стварима каква влада у свету, као и личне славе и претеране заокупљености задовољствима (1. Тимотеју 6:9,10). Цене и верују у вредност образовања, али саветују да се користи уравнотежено и одговорно и не по цену породице, здравља или духовности. (Матеј 6:33).
У свом обожавању не користе ликове, кипове и симболе, поштујући библијска начела о избегавању идолопоклонства, као и Христову заповест да се Бога треба обожавати „духом и истином” (Јован 4:24). Такође, сматрају да обожавање крста као симбола нема библијског утемељења, што с аспекта библијског гледишта о идолопоклонству, што с аспекта изворне библијске речи за средство Христовог погубљења (грч. ставрос, досл. стуб; уп. The Imperial Bible-Dictionary,Edited by P. Fairbairn (London, 1874), Vol. I. стр. 376.; A Greek-English Lexicon, by Liddell and Scott; The Non-Christian Cross, by J. D. Parsons; G. Samuelsson, Crucifixion in Antiquity — An Inquiry into the Background of the New Testament Terminology of Crucifixion,2007, University of Gothenburg и сл.) и паганског порекла крста као верског симбола. Такође, верују да Библија изворно показује да се хришћани не препознају по симболима, већ по слеђењу и поштовању Христа као узора у животу, те по искреној љубави према Богу и ближњима и дубоком поштовању према Библији као Божјој речи које се очитује у придржавању њених начела. Поштују свачије право на слободу избора по питању веровања.

### Празници
За разумевање гледишта Сведока по питању популарних празника, битно је разумети да се оно темељи на библијским начелима која указују на важност порекла празника (нпр. да ли је у корену неки пагански култ, традиција или сујеверје или не; уп. библијско гледиште о мешању паганских елемената са прославама у част Бога у библијској књизи Излазак 32:5-7, као и начела у 2. Коринћанима 6:14, 15, 17, Марко 7: 6-8, Језекиљ 44:23, и сл.).
Стога, уколико неки празник има паганско порекло, не славе га. Уколико празник нема паганско порекло, и не нарушава библијска начела хришћанске неутралности по питању политике, или примерене забаве, обележавају. Познати су и по обележавању годишњице смрти Исуса Христа, познату као Спомен-свечаност (у народу као Тајна вечера). Поштују свачије право на избор веровања и верског ауторитета.

#### Рођендани
Јеховини сведоци не славе рођендане из више разлога. Први разлог је што рођенданске прославе имају паганско порекло. Према делу Funk & Wagnalls Standard Dictionary of Folklore, Mythology, and Legend, ове прославе потичу од веровања да на дан нечијег рођења „зли духови и зле силе могу да науде слављенику” и да „долазак пријатеља и њихове лепе жеље могу заштитити ту особу”. Према студији The Lore of Birthdays наводи се да је датум рођења у древна времена „био важан за прављење хороскопа” који се темељио на „астрологији прожетој мистицизмом”. У књизи се даље наводи да „рођенданске свеће, према народном веровању, имају посебну магијску моћ у испуњавању жеља”. Сујеверје, бављење магијом и спиритизам се осуђују у Светом писму (уп. Поновљени закони 18:14; Галатима 5:19-21).
Други разлог је што први хришћани нису славили рођендане. The World Book Encyclopedia наводи да су „слављење било чијег рођења они сматрали паганским обичајем”. (уп. и The History of the Christian Religion and Church, During the Three First Centuries (New York, 1848), Augustus Neander;The Imperial Bible-Dictionary (London, 1874), edited by Patrick Fairbairn, Vol. I. стр. 225 и сл.). Верују да Библија наводи да су апостоли и други ученици које је поучавао сам Исус постали узор за све хришћане (2. Солуњанима 3:6). Надаље, пажљивим анализирањем Светог писма које покрива више од миленијум историје Божјих слугу, показује да се нигде не спомиње да је неки Божји слуга славио рођендан. Тачно је да се у Библији спомињу два рођендана, али радило се о особама које нису служиле Богу. Оба ова догађаја представљена су у негативном светлу (Постанак 40:20-22; Марко 6:21-29).
Као и сви добри родитељи, Сведоци показују љубав према својој деци преко целе године, између осталог и тако што им дају поклоне и организују забаве које нису повезане са рођенданским обичајима.

#### Божић
Јеховини сведоци дубоко верују у Исуса Христа, али Божић не славе из више разлога. Један је тај што нема доказа да се Исус родио 7. јануара, односно 25. децембра; датум његовог рођења није забележен у Светом писму а околности у вези са рођењем указују да се оно није десило током хладних зимских месеци (уп. навод Луки 2:8-11, где се даје опис пастира који су били на пољима током ноћи у време Исусовог рођења, што сматрају да не може бити случај зими). Датум прославе Божића коинцидира са паганским празницима на којима су се славили култови паганских божанстава. Надаље, Исусови апостоли и први ученици нису славили Божић. New Catholic Encyclopedia наводи да је „прослава Христовог рођења уведена тек 243. године [н. е.]”, што је више од једног века након смрти последњег апостола. Такође, „Рани хришћани нису славили [Исусово] рођење зато што су сматрали да је прослава било чијег рођења пагански обичај” (The World Book Encyclopedia).
Што се тиче многих обичаја повезаних са прославом Божића, због њиховог паганског порекла их не практикују. Следе неки наводи из световних извора:
- Гозбе, забаве у повезаности с Божићем

The Encyclopedia Americana каже: „Сатурналије, римска светковина која се прослављала средином децембра представљала је образац за многе обичаје у време Божића. На пример, из ове прославе проистекле су обимне гозбе, давање поклона и паљење свећа.”
- Светиљке и кићење

Encyclopædia Britannica наводи да се током Сатурналија „нису обављали никакви послови”. Европљани су украшавали домове „светиљкама и зимзеленим биљкама разних врста” да би прославили зимску краткодневицу и отерали зле духове (The Encyclopedia of Religion).
- Жито

„Стециште вегетативне снаге, симбол плодности, настанка живота, бесмртности, вечитог обнављања, здравља; има продуктивну и заштитну симболику […] јавља се као симбол мноштва и богатства […] Засипање житом на Божић и Нову годину био је магијски обред бајања за обиље хлеба (општеслов.): засипали су чељад и кућу, коледаре, полажајника, ритуалне предмете (бадњак, сноп)” (Словенска митологија: енциклопедијски речник).
- Бадњак

„Култ дрвета био је уобичајен међу паганским народима у Европи и опстао је чак и након њиховог преобраћења на хришћанство” (Encyclopædia Britannica). Преживео је у форми различитих обреда и обичаја, укључујући и коришћење за бадњак. „Храст је дрво бога громовника у индоевропским религијама. У част Перуна, словенског громовника, паљене су ватре од храстових грана” (Дух паганског наслеђа у српској традиционалној култури).
Додатни разлог зашто не славе Божић је тај што у Библији не постоји никаква назнака да би се то требало чинити било ког датума. Са друге стране, Исус је заповедио обележавање спомена на његову смрт, а не на рођење (Лука 22:19, 20).
Иако им је важно шта други мисле о њима, држе се библијских начела чак и ако због тога неће наићи на разумевање. Са друге стране, поштују право сваке особе да одлучи за себе и не залажу се на било који начин на спречавање других да славе Божић. Исту меру поштовања очекују и према њима.

#### Васкрс
Јеховини сведоци дубоко верују у Христа као свог спаситеља као и да је васкрсао из мртвих, што сматрају и суштином хришћанске вере наглашавајући то током свог проповедања другима. Међутим, као и у вези са Божићем, паганско порекло васкршњих обичаја је разлог зашто верују да то није начин на који би се требало обележити Христово васкрсење и одати му част користећи симболе култова плодности. Следе неки наводи референтних световних ауторитета о пореклу васкршњих симбола и обичаја:
- Јаја

„Словенска митологија: енциклопедијски речник”: „По народним представама, почетак свих почетака, стециште животне снаге, симбол препорода и плодности […] Ускршња јаја су чували у кући током читаве године као магијско средство.” Према истом извору, јаје је имало улогу „заштитника и средства које растерује зло”.
- Зечеви

Зец је симбол плодности „преузет из древних паганских прослава у част пролећа с подручја Европе и Блиског истока које су биле пропраћене обредима и употребом симбола” (Encyclopædia Britannica).
- Корени обичаја

The American Book of Days: „Нема сумње да је Црква у својим раним данима усвојила старе паганске обичаје и дала им хришћанско значење.”
У књизи „Дух паганског наслеђа у српској традиционалној култури” се наводи: „Иако формално организовани као хришћански празници, народни обичаји у годишњем циклусу садрже прикривен ранији обредни садржај. Будући, дакле, да су везани за различите хришћанске, црквене празнике, карактеристични пагански елементи добијају свој прави смисао и значај уколико се сагледају у нешто ширем обредном контексту.”
Сматрају да је ова њихова одлука чврсто утемељена на Светом писму, а не на једноставном слеђењу верских традиција и предања (уп. Матеј 15:3). Иако ће другима радо објаснити своје гледиште о Васкрсу, поштују право сваке особе да одлучи за себе.

#### Нова година
Према једној енциклопедији, римски владар Јулије Цезар је 46. п. н. е. утврдио 1. јануар као Нову годину. Римљани су тај дан посветили богу Јанусу, богу улаза, врата и почетака.
Јеховини сведоци сматрају да су на многим обележавањима Нове године пијанчења део прославе и саветују да их се избегава (1. Петрова 4:3,4; Галатима 5:19-22).

#### Спомен свечаност
Спомен-свечаност, односно Господова вечера јесте знак сећања на смрт Исуса Христа. Јеховини сведоци сматрају да је ово једини догађај за који је Исус заповедио својим ученицима да обележавају (Лука 22:19; 1. Коринћанима 11:26).
Спомен свечаност скреће пажњу на значење Христове смрти у вези са остваривањем Божјих намера. Наиме, верују да Исусова смрт омогућава вечни живот онима који показују веру. Тиме се остварује Божја првобитна намера са Земљом и тиме долази до изражаја Јеховина љубав према човечанству (Постанак 1:28; Јован 3:16).
На Спомен свечаности хлеб и вино се не претварају у право, дословно Тело и Крв Христову, већ стоје као симболи истих.

### Примењивање библијских савета
Јеховини сведоци верују да је важно сада применити савете из Божје речи у свакодневном животу — код куће, у школи, на послу и у својој скупштини. Без обзира како је неко раније живео, може постати Јеховин сведок ако престане са навикама које Божја реч осуђује и примењује божанске савете из ње. Примењивање библијских савета је процес који се не завршава — хришћанин треба да настоји да што боље упозна и следи Библију (2. Коринћанима 13:5)
Ако постоје докази да један Јеховин сведок не живи у складу са библијским учењима и не каје се због тог понашања, он бива искључен из хришћанске скупштине. Поступци који се не толеришу су на пример блуд, хомосексуалност, опијање, немедицинска употреба дрога, лагање, крађа, убиство и сл.
За поступке које Библија директно не осуђује Јеховин сведок не може бити искључен, али верују да је добро следити библијско начело које каже: „Све ми је дозвољено, али није све корисно” (1. Коринћанима 6:12). У складу с тим, Јеховини сведоци не постављају крута правила о томе каква се музика сме слушати, како се треба облачити, коју врсту забаве изабрати и сл., мада избегавају све што би могло да наштети њиховој духовности. Подстичу на здраву селективност при избору забаве, поштујући слободу избора.

### Медицинска нега
Јеховини сведоци високо цене квалитетну медицинску негу, залагање лекара на том пољу, као и напредак науке. За разлику од неких деноминација, не верују у тзв. „лечење вером”. У оквиру организације постоје Службе за подршку пацијентима и лекарима и Одбори за односе са болницама које пружају медицинска истраживања за конкретне случајеве, консултације са специјалистима, презентације медицинском особљу, а такође омогућују бесплатан приступ најновијим медицинским истраживањима на пољу бескрвне медицине за стручњаке из те области (в. https://www.jw.org/en/medical-library/).
Неке методе лечења сматрају да су у сукобу с библијским начелима и зато их одбијају. Примера ради, не прихватају трансфузију крви јер Свето писмо забрањује уношење крви у организам (Дела апостолска 15:20). Свето писмо такође забрањује лечење и поступке у којима је заступљен окултизам, гатање и бајање(Поновљени закони 18:10-12). Међутим, то што одбијају трансфузију не значи да одбијају и лечење другим методама. Сведоци прихватају фракције крви, бескрвна средства за повећање волумена крви и алтернативе, као и квалитетно бескрвно лечење. Многи здравствени стручњаци користе методе које пацијенту могу спасти живот а при томе се не сукобе с библијским мерилима. Методе лечења без трансфузије обухватају систематско коришћење одговарајућих клиничких стратегија за контролу крварења и избегавање анемије. Под тим се подразумева коришћење комбинације лекова, опреме и медицинских/ хируршких техника за смањење или спречавање губитка крви, као и за стимулисање пацијентовог организма да ствара крв. Овај приступ познат је као бескрвна хирургија и медицина.
Тврдња да сваке године умре велики број пацијената који одбију трансфузију потпуно је неоснована. Хирурзи редовно изводе компликоване хируршке захвате без трансфузије крви, као што су операције на срцу, ортопедске операције и трансплантације органа (види The Journal of Thoracic and Cardiovascular Surgery, том 134, бр. 2. стр. 287—288; Texas Heart Institute Journal, том 38, бр. 5. стр. 563; Basics of Blood Management. стр. 2 и Continuing Education in Anaesthesia, Critical Care & Pain, том 4, бр. 2. стр. 39). Пацијенти који не приме трансфузију крви, међу којима су и деца, обично се опораве једнако добро или чак и боље од пацијената који приме крв (види The Journal of Thoracic and Cardiovascular Surgery, том 89, бр. 6. стр. 918 и Heart, Lung and Circulation, том 19. стр. 658.) У сваком случају, нико не може са сигурношћу рећи да ће пацијент умрети ако одбије трансфузију крви, нити да ће преживети ако је прихвати. Јеховини сведоци прихватају трансплантацију органа.
Став медицинских кругова по питању бескрвног лечења открива да „многе методе које су развијене ради пацијената који су Јеховини сведоци наредних година постати стандард у лечењу” (Continuing Education in Anaesthesia, Critical Care & Pain, том 4, бр. 2. стр. 39.) . У научном чланку из 2010. у часопису Heart, Lung and Circulation каже се да „’бескрвна хирургија‘ не треба да буде ограничена само на Ј[еховине] с[ведоке], већ треба да постане саставни део свакодневне хируршке праксе”. Хиљаде лекара широм света сада користе технике за смањење губитка крви приликом обављања компликованих операција без трансфузије. Овакве методе бескрвног лечења користе се чак и у земљама у развоју и траже их многи пацијенти који нису Јеховини сведоци.
Залагање Јеховиних сведока да се пронађу алтернативе трансфузији крви покренуло је многа истраживања у области бескрвне медицине која су допринела развоју квалитетног и нискоризичног лечења свих пацијената који из било ког разлога одбијају трансфузију крви. Методе бескрвног лечења које су развијене ради пацијената који су Сведоци сада користе свим пацијентима. У многим земљама, сви пацијенти могу изабрати бескрвно лечење и тако избећи ризике повезане с трансфузијом, као што су болести које су преносе путем крви, реакције имунолошког система и компликације због људских грешака. Један од већих скандала тог типа догодио се у Великој Британији где је велики број пацијената заражен хепатитисом Ц и ХИВ-ом, а смрт 2400 особа се доводи у везу са зараженом крви
Када је реч о ставу раних хришћана према истом библијском начелу, историјски извори (нпр. Тертулијан (ccа. 155 н. е. — 220. н. е.)) наводе следеће говорећи о паганима „Погледај оне који у арени похлепно узимају свежу крв опаких злочинаца (…) и односе је да излече своју епилепсију”. За разлику од тога, за хришћане је навео да они: „чак немају крв животиња у оброцима. (…) Кад судите хришћанима, нудите им кобасице пуњене крвљу. Знате, дакако, да им то није допуштено.” (Tertullian, Apologetical Works, and Minucius Felix, Octavius (New York, 1950), translated by Emily Daly. стр. 33.)
Јеховини сведоци поштују свачије право на самоопредељење, тј. слободу избора методе лечења.

### Допринос друштву
Јеховини сведоци су добитници бројних признања за допринос друштвеној заједници широм света. Она укључују признања бројних институција, владиних служби и организација за допринос заштити животне средине, пружању помоћи и хуманитарном раду у време природних катастрофа, индивидуалним делима хуманости, организованој помоћи азилантима и затвореницима, помоћ особама са посебним потребама и инвалидитетом, помоћ образовном систему за превенцију вршњачког насиља и сл. (в.https://www.jw.org/sr-latn/jehovini-svedoci/doga%C4%91aji-i-zanimljivosti/doprinos-dru%C5%A1tvu/)
Својим библијским образовним делом и активностима, Сведоци такође дају свој допринос рушењу расних, етничких и других предрасуда у друштву, борби за људска права. Сведоцима је 31. маја 2017. у Русији уручен орден „Родитељска слава” од стране председника Путина која се додељује породицама које се сматрају моделом за посебан допринос јачању породичних вредности у друштву (в. https://www.jw.org/sr-latn/vesti/novosti/po-regionima/rusija/predsednik-putin-jehovinim-svedocima-uru%C4%8Dio-nagradu-za-roditeljstvo/).

### Сличности и разлике са другим верским групама
За разлику од адвентиста не деле јела на „чиста” и „нечиста”. Док адвентисти говоре да ће други долазак Христов бити видљив, Сведоци верују да ће бити невидљив. Јеховини сведоци не светкују суботу јер сматрају да је Христ свршетак Мојсијевог закона који је прописивао светковање Сабата, приношење животињских жртава и других пракси које нису пренесене у хришћанство, премда начела на којима су се темељиле јесу непролазна.
Сведоци се са јудејством и исламом слажу у томе што одбацују црквену догму о Светој Тројици. Исуса Христа сматрају Божјим Сином а не Богом Створитељем и извором живота. Међутим, од јудаизма се разликују у томе што признају Исуса Назарећанина за Месију, што одбацују старозаветне празнике са суботом и старозаветни обредни закон и што слободно спомињу Јеховино име које је јудејским сујеверјем забрањено да се изговара, премда се на више хиљада пута спомиње у хебрејско-арамејском делу Светог писма (тзв. Стари завет).
За разлику од других религија и цркава, строго су политички неутрални, не подупиру, нити учествују у ратним сукобима, нити славе празнике који су паганског порекла. Не користе верске симболе у обожавању јер верују да, према Исусовим речима, Бога треба обожавати „духом”, без коришћења предмета (Јован 4:24). Верују да је клањање пред ликовима, киповима и сликама, њихово коришћење за улогу посредника и представљања Бога неумесно за величанство Створитеља, те да је облик идолопоклонства и да је оно у Светом писму забрањено. Због тога их и не користе у свом обожавању. Такође, верују да према Библији верски симболи нису знак распознавања хришћана, већ љубав према Богу и ближњима налик Христовој и дубоко поштовање према Божјој речи (Јован 13:34,35).

## Публикације
Јеховини сведоци објављују месечна и полумесечна издања часописа Стражарска кула1 (излази на 369 језика) и Пробудите се! (излази на 226 језика). Осим тих часописа објавили су низ књига и брошура као и свој превод Светог писма, превод Нови свет. Штампање ових публикација финансира се добровољним прилозима.
Главна публикација коју користе кад воде бесплатне библијске курсеве са људима јесте Шта Библија заиста научава?, која је издата 2005.

### Превод Светог писма Нови свет
Прво издање овог превода сведоци су издали 1950. на енглеском и на том језику је ревидиран 1984. и 2013. Група која је превела Свето писмо формирана је 1947. и Јеховини сведоци тврде да су њени чланови потицали из разних националности. Затражили су да Библијско и трактатно друштво Стражарска кула, корпорација коју користе Јеховини сведоци да би издавали своју литературу, никада не објави њихова имена. Овај превод је изложен разним критикама — неки критичари га сматрају неискреним, а други га сврставају у боље савремене преводе Библије. Цео превод је доступан на њиховом званичном веб-сајту jw.org .
Овај превод постоји и на српском језику, а преведен је са енглеске верзије издате 1984. Превод Нови свет је доступан на 125 језика.

## Демографија
Јеховини сведоци живе у скоро свим земљама, али ни у једној не чине велики део становништва. У августу 2019. било је око 8,68 милиона активних објавитеља. Особа се рачуна као објавитељ ако учествује у служби преношења добре вести.
Број објавитеља је скоро увек у порасту али се интензитет раста смањује. Ипак, од средине 1990-их до данашњих дана број објавитеља је порастао са 4,5 на преко 8 милиона.

## Критика
Традиционалне хришћанске цркве, поред осталога, Јеховиним сведоцима замерају што су Исуса прогласили за створење, творевину. Иако је сам Исус рекао да сви треба да поштују Сина, као што поштују Оца (Јован 5:23). они то не чине, него Оца поштују више, као Бога, а Исуса мање, као створење. Ако је Исус створење, како тврде Јеховини сведоци, а тражи да га се једнако поштује као и Бога Оца, онда он тражи да се једнако поштује творац и део творевине, а то је идолопоклонство, нешто што Библија осуђује.

### Прогањање
Јеховини сведоци су присутни у многим земљама, али понегде доживљавају прогонство и забране.
Врховни суд Русије, где заједница према наводима има преко 175,000 чланова, је 20. априла 2017. године прогласио Јеховине сведоке ”екстремистичком организацијом”, забранио даље деловање, и запленио целокупну имовину организације. Верско прогонство Јеховиних сведока у Русији осудиле су највише међународне адресе укључујући и Комитет министара Савета Европе и Европски суд за људска права који је осудио забрану активности као незакониту и одбацио дезинформације руских власти у погледу њихових веровања и активности .

### Одговор на критике
У више наврата, Јеховини сведоци су у штампаном и електронском облику на свом званичном сајту јw.org (део „О нама”) одговарали на уобичајена питања и критике. Тамо се могу наћи бројни одговори, а могуће је добити их и путем контакта са локалном подружницом.

#### Да ли су секта?
Секта је најчешће група која унутар неке религије заступа другачија теолошка уверења од цркве од које се одвојила или мања група која се одвојила од неке цркве да би основала нову религију. Јеховини сведоци нису се одвојили ни од једне цркве, а њихова веровања се темеље на првовековном хришћанству, те се по свим социолошким параметрима не могу сматрати сектом. Широм света, и у региону, институционално и у бројним научним студијама признати су као хришћанска религија са једнаким статусом као и остале признате религије. Неке религије свако одступање од својих прокламованих догми проглашавају сектом, што је гледиште које је научно неутемељено и одбачено.
Не сматрају ни да су култ јер њихово вероисповедање је њихов стил живота, а не ритуална преданост. Не следе људе, нити се издвајају из друштва, јер живе и раде међу другим људима; њихова проповедничка делатност, састанци и конгреси су у потпуности отворени за јавност.

#### Измене у неким веровањима
Јеховини сведоци су увек своја веровања темељили на Светом писму као ауторитету. То је разлог због чега су тумачење неких стихова мењали када је дошло до побољшаног разумевања. Насупрот тврдњама неких критичара, Јеховини сведоци никада нису настојали да прикрију промене до којих је дошло у тумачењу појединих стихова већ су их редовно објављивали у својим публикацијама са широком дистрибуцијом широј јавности (примера ради, видети одредницу „Појашњење наших веровања”, под главним насловом „Јеховини сведоци”, у онлајн библиотеци). Те измене се никада нису тицале кључних библијских наука у које верују и за које сматрају да су централне за хришћанску веру и близак однос с Богом (идентитет Бога, откупна жртва, спасење, Исус Христ, Божја намера са људима и земљом, стање мртвих, молитва, крштење и сл.).
Јеховини сведоци верују да спремност на корекције указује на искреност жеље да се заиста исправно разуме Свето писмо и стога су спремни на измене иако ће то наићи на критике неистомишљеника које им нису прече од исправног разумевања библијске истине. Такође верују да познаваоце Библије не изненађују промене у разумевању из више разлога. Верују да су те промене су у складу с оним што стоји у Пословицама 4:18: „Али стаза је праведних као блистава светлост која све јаче светли док не буде потпуни дан” те да Бог постепено открива истину из своје Речи онда када сматра да је време за то (1. Петрова 1:10-12). Такође верују да је у Светом писму проречено да ће Бог у времену краја све брже откривати ту истину (Данило 12:4). Надаље, верују да такве измене никако не могу дискредитовати било кога јер Свето писмо недвосмислено показује да су Божје слуге у старо доба такође морале да промене свој начин размишљања јер су неке њихове представе и очекивања биле погрешне. И поред тога, и даље су били Божје слуге. Нпр. Мојсије је сматрао да је дошло време да избави израелски народ из египатског ропства, али према ономе што је Бог планирао то је требало да се догоди 40 година касније (Дела апостолска 7:23-25, 30, 35). Апостоли нису разумели пророчанство које је говорило о Месијиној смрти и ускрсењу (Исаија 53:8-12; Матеј 16:21-23). Неки хришћани у првом веку су погрешно закључили „да је Јеховин дан већ ту” (2. Солуњанима 2:1, 2). Примера у Библији је више, међутим, Бог је касније помогао да исправно разумеју ствари.
Јеховини сведоци никада нису веровали да ће Земља бити уништена како се то често приказује у популарној култури, већ да Библија показује да ће доћи до драстичне промене у систему владања над Земљом. Такође, себе, и ни једног Сведока, не сматрају надахнутим пророцима. У вези са понекад споменутом критиком погрешних очекивања када ће то доћи, у Стражарској кули од 1. јануар 2013. је стајало следеће:
"Јеховини сведоци су имали нека погрешна очекивања о томе када ће крај доћи. Попут Исусових ученика из првог века, понекад смо у жељи да се пророчанства што пре испуне доносили преурањене закључке који нису били у складу с Божјим распоредом времена (Лука 19:11; Дела апостолска 1:6; 2. Солуњанима 2:1, 2). Слажемо се с речима дугогодишњег Сведока Александра Макмилана, који је рекао: „Научио сам да треба да признамо грешке и наставимо да у Божјој Речи тражимо боље разумевање.”
Зашто и даље истичемо да је крај веома близу? Зато што озбиљно схватамо Исусове речи: „Пазите, будите будни.” Ако би нас Исус нашао како „спавамо”, не бисмо задобили његову наклоност (Марко 13:33, 36). Због чега?
Ми смо имали нека погрешна очекивања о томе када ће крај доћи. Али наша главна брига није да ли ће нас други критиковати већ испуњавање Исусових заповести и спасавање живота. Исусова заповест да „темељно сведочимо” подстиче нас да упозоравамо друге на крај који се приближава (Дела апостолска 10:42).
Верујемо да није толико важно када ће крај доћи колико је важно да ми будемо сигурни да ће он заиста доћи и да поступамо у складу с тим. Имамо на уму речи забележене у Авакуму 2:3, где стоји: „Ако [крај] и оклева [гледано из нашег угла], чекај [га], јер ће се сигурно испунити. Неће закаснити.”

## Промашена предсказања
Јеховини сведоци су више пута објавили погрешна предсказања. Водеће тело данас каже да Јеховини сведоци не могу бити сматрани надахнутим пророцима, иако су у време својих прорицања себе називали пророцима. Обично објашњавају своја, некад погрешна очекивања тиме да се исправно знање постепено множи, и да ће се и убудуће множити (Пословице 4:18). Критичари се питају да ли, ако ова верска заједница тако често греши у схватању Библије, људи треба да се уче схватању Библије у њој.
Оснивач Друштва Куле стражаре, Чарлс Тејз Расел предсказао је да ће 1914. године наступити крај света. Пророчанство је објавио у својој књизи „Време је близу” 1908. године.
Други председник Друштва Куле стражаре, Џозеф Френклин Радерфорд предсказао је да ће се крај света догодити 1925. године. Осим краја света он је обећао да ће се десити и васкрсење старозаветних патријараха. Ово пророчанство је објавио 1920. године у књизи „Милиони који данас живе неће никада умрети”.
Друштво Куле стражаре је дана 15. август 1968. године у свом часопису Стражарска кула тврдило да ће се 1975. године догодити крај људске историје.
Још једно занимљиво предсказање односи се на тврдњу да ће људи који су живели у 1914. години видети краја света и преживети га. Међутим, последња особа Јеховиних сведока из тог периода, умрла је 2008. године.